# Linia kolejowa Łuniniec – Baranowicze
Linia kolejowa Łuniniec – Baranowicze – linia kolejowa na Białorusi łącząca stację Łuniniec ze stacją Baranowicze Poleskie. Jest to fragment linii Równe – Baranowicze – Wilno.
Linia znajduje się w obwodzie brzeskim. Powstała w czasach carskich i do końca I wojny światowej leżała w Rosji. W latach 1918–1939 położona była w Polsce, następnie w Związku Sowieckim (1945 - 1991) i od 1991 na Białorusi.
Na całej długości linia jest dwutorowa oraz niezelektryfikowana (z wyjątkiem stacji Baranowicze Poleskie, na której istnieje sieć trakcyjna).